# Walisische Badmintonmeisterschaft 2020
Die Walisische Badmintonmeisterschaft 2020 fand vom 1. bis zum 2. Februar 2020 in Cardiff statt.

## Medaillengewinner
| Disziplin    | Gold                        | Silber                      | Bronze                           |
| ------------ | --------------------------- | --------------------------- | -------------------------------- |
| Herreneinzel | William Kitching            | Tsung Fong Mo               | Arnav Patil                      |
| Herreneinzel | William Kitching            | Tsung Fong Mo               | Adam Ian Stewart                 |
| Dameneinzel  | Jordan Hart                 | Lowri Hart                  | Carys Jones                      |
| Dameneinzel  | Jordan Hart                 | Lowri Hart                  | Aimie Sarah Whiteman             |
| Herrendoppel | Martyn Lewis James Phillips | Scott Oates Nic Strange     | William Kitching Andrew Oates    |
| Herrendoppel | Martyn Lewis James Phillips | Scott Oates Nic Strange     | Oliver Gwilt Tsung Fong Mo       |
| Damendoppel  | Jordan Hart Lowri Hart      | Georgia Hughes Sammy Hutt   | Carol Davey Terrie Kelleher      |
| Damendoppel  | Jordan Hart Lowri Hart      | Georgia Hughes Sammy Hutt   | Alice Palmer Katie Whiteman      |
| Mixed        | Phillip Eastwood Sammy Hutt | Oliver Gwilt Saffron Morris | Scott Oates Aimie Sarah Whiteman |
| Mixed        | Phillip Eastwood Sammy Hutt | Oliver Gwilt Saffron Morris | Andrew Jones Alice Palmer        |